# Idarkopfturm
Der Idarkopfturm ist ein Aussichtsturm auf dem Idarkopf im rheinland-pfälzischen Idarwald. Er steht auf einer Höhe von 744,2 m ü. NHN  auf der Waldgemarkung von Weitersbach im Landkreis Birkenfeld nahe der Grenze zu Stipshausen. Der Turm hat eine Höhe von 31,1 m und eine Aussichtsplattform auf 28 m.
Die Hybridkonstruktion aus den Baustoffen Holz und feuerverzinktem Stahl wurde 2022 anstelle eines älteren Holzturms errichtet, der im Oktober 2018 durch einen Brand schwer beschädigt und im Februar 2022 abgerissen worden war. Die Eröffnung des neuen Turms erfolgte im Dezember 2022.

## Geographische Lage
Der Idarkopfturm steht im Naturpark Saar-Hunsrück etwa 100 m nordwestlich des Idarkopf-Gipfels (745,7 m), der sich auf der Gemarkung von Stipshausen im Landkreis Birkenfeld erhebt.
Rund 300 m nordöstlich des Aussichtsturms steht auf etwa 740 m Höhe ein Sendeturm.

## Geschichte
Der Idarkopfturm wurde 1980 als Holzkonstruktion erbaut und ersetzte den im Laufe der Zeit marode gewordenen Vorläuferturm, der 1909 als Artilleriebeobachtungsstand errichtet worden war und über eine hölzerne Sprossenleiter erklommen werden musste. 
Der Turm war dem Atzelbergturm bei Kelkheim (Taunus) sehr ähnlich und 28 m (nach anderer Quelle 28,50 m) hoch. Er besaß einen dreieckigen Grundriss mit einer Kantenlänge von 7,3 m und hatte 150 Treppenstufen, die über 12 Zwischenpodeste zur 26,50 m hoch liegenden Aussichtsplattform führten. Die sechs Zwischenpodeste über der Zugangsseite ragten 1 m aus dem Turm heraus.
Am 21. Oktober 2018 wurde der Idarkopfturm durch Brandstiftung erheblich beschädigt und musste gesperrt werden. Im Frühjahr 2022 wurde er abgerissen. Ein Neubau erfolgte im Laufe des Jahres 2022, die Eröffnung war im Dezember 2022. Der neue Turm hat 170 Treppenstufen.

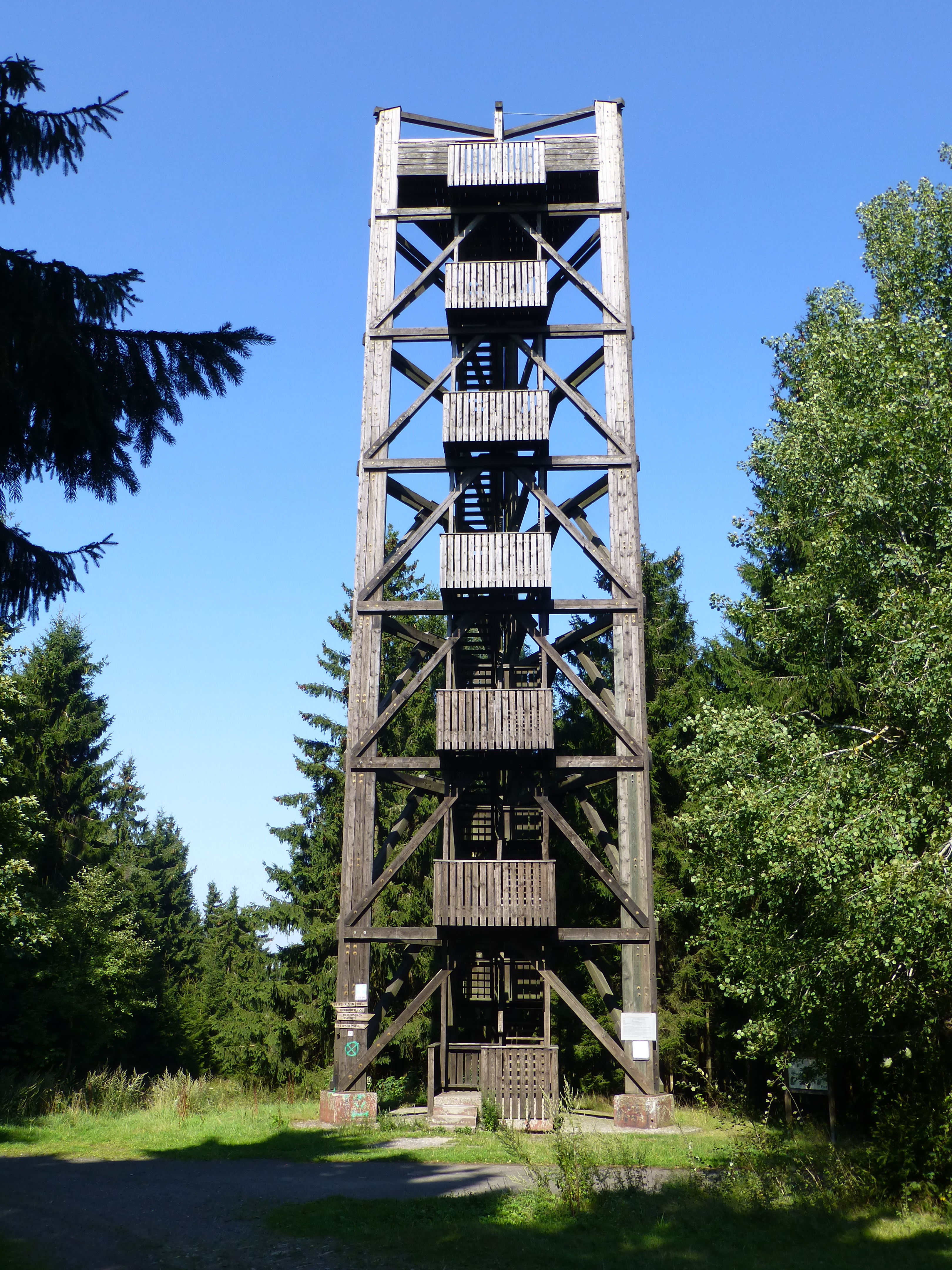
Turm (2015)
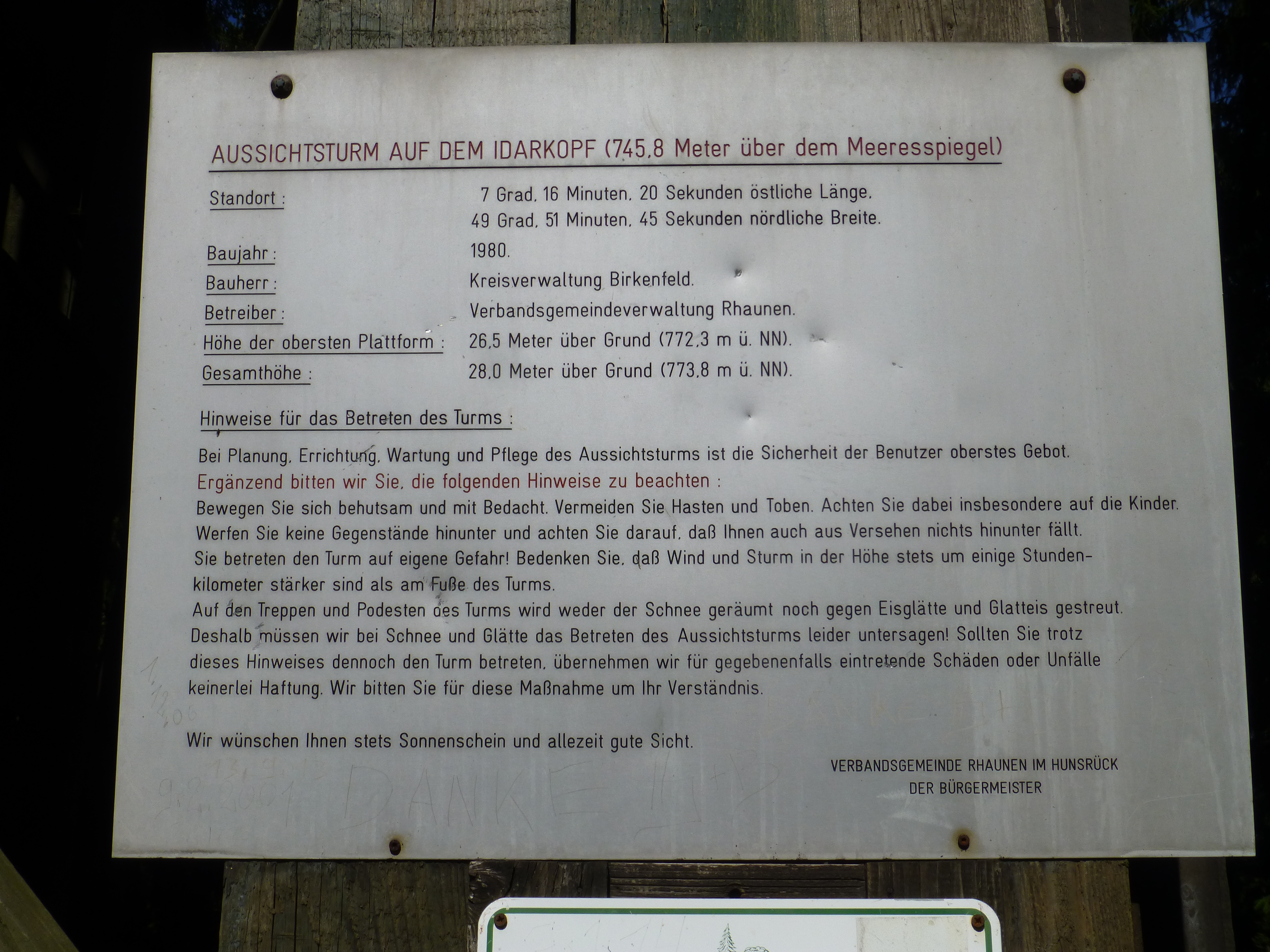
Infotafel am alten Turm (2015)

## Aussichtsmöglichkeit und Nutzung
Von der Aussichtsplattform des Turms fällt der Blick hinab nach Stipshausen und Hochscheid sowie u. a. zum Großen Feldberg (881,5 m) im Taunus, zum Donnersberg (686,5 m) im Nordpfälzer Bergland, über die Landschaft des Hunsrück mit dem Erbeskopf (816,3 m), zur Hohen Acht (746,9 m) in der Eifel und zur Fuchskaute (657,3 m) im Westerwald.
Der Turm dient auch als Plattform für die Aktivitäten der an Summits on the Air-Deutschland teilnehmenden Funkamateure.